# Nipponomyia kamengensis
Nipponomyia kamengensis är en tvåvingeart som beskrevs av Alexander 1967. Nipponomyia kamengensis ingår i släktet Nipponomyia och familjen hårögonharkrankar. Inga underarter finns listade i Catalogue of Life.